# Moncalvillo
Moncalvillo (auch: Moncalvillo de la Sierra) ist ein Ort und eine Gemeinde (municipio) mit 76 Einwohnern (Stand: 2024) im Zentrum der Provinz Burgos in der Autonomen Gemeinschaft Kastilien und León. Moncalvillo liegt in der Comarca Sierra de la Demanda.

## Lage und Klima
Moncalvillo liegt etwa 50 Kilometer südwestlich der Provinzhauptstadt Burgos in einer Höhe von ca. 1055 m. Das Klima ist gemäßigt bis warm; Regen (ca. 874 mm/Jahr) fällt übers Jahr verteilt.

## Bevölkerungsentwicklung
| Jahr      | 1970 | 1981 | 1991 | 2001 | 2011 | 2021 |
| Einwohner | 230  | 165  | 155  | 121  | 100  | 83   |

## Sehenswürdigkeiten
- Petruskirche (Iglesia de San Pedro)
- Einsiedelei Santa Marina

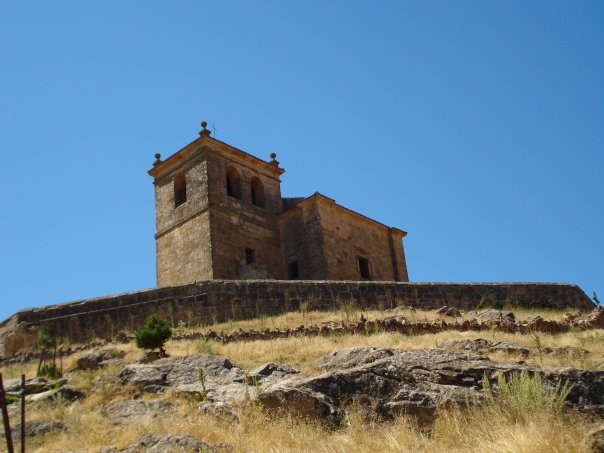
Petruskirche
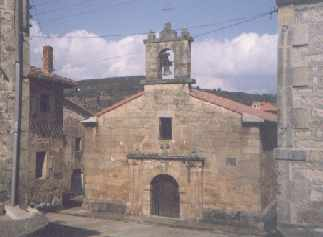
Einsiedelei von Santa Marina

## Persönlichkeiten
- Martín de Fuente (18./19. Jahrhundert), Schriftsteller

## Gemeindepartnerschaft
Mit der katalanischen Gemeinde Santa Margarita de Montbuy besteht eine Partnerschaft. 